# Philipp Engel Klipstein
Philipp Engel Klipstein (* 3. August 1747 in Darmstadt; † 15. Juli 1808 in Darmstadt) war ein hessischer Beamter und Mineraloge.

## Leben
Philipp Engel Klipstein war der Sohn des hessischen Staatsministers Jakob Christian Klipstein (1715–1786) und der Theodore Thilemann (1724–1808). Als Junge und Jugendlicher erhielt er Privatunterricht. Ab 1763 war er an der Universität Gießen immatrikuliert und hörte Vorlesungen über Mathematik, Philosophie, Jura und später auch Mineralogie. Dies eröffnete ihm 1767 die Anstellung als Sekretär des  neu gegründeten Hessen-Darmstädtischen Bergkollegs in Gießen. Nebenher hörte er Vorlesungen in Kameralwissenschaft. Ein Jahr später setzte er seine Studien in Kameralwissenschaft und zudem in Chemie in Leipzig fort. 1769 reiste er ins sächsische Erzgebirge und ließ sich vom Wardein Klotzsch in Freiberg im Probieren unterrichten. Im selben Jahr wurde er Assessor bei der Rentkammer in Darmstadt. In den folgenden drei Jahren begleitete er seinen Vater zu den Verhandlungen über die hessischen Staatsschulden nach Wien und studierte dort Finanzwissenschaft, Botanik und Mineralogie. Zudem ließ er sich dort in Mathematik, Bienenwirtschaft und Rechnungswesen unterrichten.
1771 wurde er Refendar bei der Rentkammer in Darmstadt, bevor er ein Jahr später zum Wirklichen Kammerrat unter dem Vorsitz seines Vaters als Kammerpräsident ernannt wurde. In dieser Funktion richtete er ein neues Kupferbergwerk bei Thalitter ein. 1773 wurde er Kommissar der Fayencefabrik in Kelsterbach und 1775 Mitglied der Münzdeputation. Zudem wurde er zum Mitglied der Rentkammer ernannt. 1776 heiratete er Friederike Katharina Johannette Schenck (1752–1806), die Tochter des Justizamtsmanns und Hofrats Georg Wilhelm Schenck (1708–1765) und der Christine Dorothee Thomä. 1795 wurde er Mitglied der hessischen Schuldentilgungskommission. Als hoher hessischer Beamter war er 1796 bis 1797 Geisel der französischen Armee zur Abpressung von Kriegskontributionen. Später war er Geheimer Rat und Direktor der Rentkammer in Gießen.
Klipstein war evangelischen Glaubens und Mitglied der Gesellschaft Naturforschender Freunde zu Berlin. Er hatte mindestens einen Sohn, den Hofkammerrat und Bergwerksdirektor in Thalitter Christian Wilhelm Klipstein (1778–1845).

## Mineralogie
Klipstein war stark interessiert an mineralogischen Fragen und veröffentlichte hierzu zahlreiche Beiträge. Er korrespondierte hierüber unter anderem mit Georg Christoph Lichtenberg und gab die seinerzeit in Fachkreisen stark beachteten Mineralogischen Briefe heraus. Alexander von Humboldt und Steven Jan van Geuns machten auf ihrer Rundreise durch Deutschland im Herbst 1789 eigens in Darmstadt Station, um Klipsteins Mineralienkabinett zu besichtigen.

## Äolipile
Klipstein experimentierte Mitte der 1780er Jahre an einer Abwandlung der seit der Antike bekannten Äolipilen, um beim Kupferschmelzen nicht auf durch Wasserkraft angetriebene Blasebälge angewiesen zu sein. Seine Forschungen gingen jedoch über kleine Prototypen nicht hinaus. Er nannte sie zunächst Dunst-Maschine, in der zeitgenössischen Rezeption wurde von Äolipilen oder Dampfmaschinen geschrieben. Ein Exemplar sandte er an Lichtenberg.

## Werke (Auswahl)
- Grundsätze der Wissenschaft Rechnungen vollkommen einzurichten, 1778, Digitalisat.
- Der Nutzen und Schaden der Monopolien sammt den Einschränkungen unter welchen sie unschädlich seyn können gezeigt in zwo Abhandlungen, 1778, Dighitalisat der Abhandlung Klipsteins.
- Mineralogische Briefe und (als Fortsetzung bzw. Zweiter Band) Mineralogischer Briefwechsel und andere Aufsätze für Freunde der Bergwerkswissenschaften, in mehreren Lieferungen 1779–1784, Übersicht der Digitalisate bei der BSB München.
- Lehre von der Auseinandersetzung im Rechnungswesen, 1781, digitalisiert für Google Books.
- Drei Preisschriften über die Frage: Welches sind die besten ausführbarsten Mittel dem Kindesmorde abzuhelfen, ohne die Unzucht zu begünstigen?, 1784, Digitalisat mit der Abhandlung Klipsteins.
- Vorrede, in: J. H. Müller’s Beschreibung seiner neu-erfundenen Rechenmaschine, nach ihrer Gestalt, ihrem Gebrauch und Nutzen, 1786, Seite III bis XII, doi:10.3931/e-rara-12979.
- Versuch einer mineralogischen Beschreibung des Vogelgebirgs in der Landgrafschaft Hessen-Darmstadt, 1790, Digitalisat.
- Reine Wirtschaftslehre, 1797.